# Lars Lindvall
Lars „Atmo“ Lindvall (* 28. Mai 1962 in Eksjö) ist ein schwedischer Musiker (Trompete, Didgeridoo, Keyboard) des Modern Jazz und Musikdozent.

## Leben und Wirken
Lindvall verbrachte seine Kindheit und Jugend in Schweden. Im Alter von acht Jahren begann er mit dem Trompetenspiel. Er studierte zunächst bis 1989 an der Musikhochschule Graz, wo er aufgrund seines ausgezeichneten Abschlusses einen Würdigungspreis des Österreichischen Wissenschaftsministeriums erhielt. In dieser Zeit arbeitete er mit Heinrich von Kalnein in verschiedenen Gruppen (u. a. X-tra) sowie mit Christian Mühlbachers Nouvelle Cuisine und nahm auch mit Gabriele Hasler auf. Mit einem Stipendium setzte er seine Studien bis 1992 am Berklee College of Music fort; in den Vereinigten Staaten arbeitete er mit Bobby McFerrin, Jay Clayton, Sheila Jordan, Glen Moore, Herb Pomeroy, Mel Lewis und Guy Klucevsek. Im Anschluss zog er in die Schweiz, wo er an den Jazz-Abteilungen der Hochschule für Musik Basel und der Musikhochschule Luzern tätig ist. Daneben beteiligt er sich an der Durchführung von Theater-, Performance- und Tanzprojekten. Auch leitet er eigene Gruppen und trat auf zahlreichen europäischen Festivals, aber auch im Nahen Osten und Indien auf. Weiterhin arbeitete er mit George Gruntz, Nguyên Lê, Bardo Henning, Marc Ribot, Rüdiger Oppermann, Lauren Newton, François Lindemann und Corin Curschellas.
Außerdem gab er die Improvisationsschule Fang an zu improvisieren (mit MC 1996) heraus.

## Diskographische Hinweise
- Pago Libre: Extempora (Splasc(h) Records 1990, mit Steve Goodman, John Wolf Brennan, Daniele Patumi, Gabriele Hasler)
- Interkantonale Blasabfuhr: 4 (Plainisphere CD 1998, mit Urs Koller, René Widmer, Albin Brun, Marc Unternährer und Marco Käppeli)
- Hans Feigenwinter: In (Brambus 1996, mit Wolfgang Zwiauer und Bänz Oester)
- Lars Lindvall: Hello ! Life is breath (Chaos 2002)
- Lars Lindvall Tentet 1-10 (Altrisuoni 2002, mit Corrado Bossard, Robert Morgenthaler, Daniel Blanc, John Voirol, Otmar Kramis, Christoph Stiefel, Roberto Bossard, Hämi Hämmerli, Fabian Kuratli)
- Lars Lindvall Wood Music For Tentet (Atmo 2004–2005)

## Lexigraphische Einträge
- Bruno Spoerri:  Biografisches Lexikon des Schweizer Jazz CD-Beilage zu: Spoerri, Bruno (Hrsg.): Jazz in der Schweiz. Geschichte und Geschichten. Chronos-Verlag, Zürich 2005, ISBN 3-0340-0739-6